# Þeistareykjarbunga
Theistareykjarbunga lub Theistareykir – wygasły (ostatnia erupcja ok. 900 roku p.n.e.) system wulkaniczny (564 m n.p.m.) położony na północ od jeziora Mývatn w północno-wschodniej Islandii. Þeistareykir (Theistareykir) swoją nazwę zawdzięcza opuszczonej farmie położonej w pobliżu. W centrum systemu znajduje się wulkan tarczowy Þeistareykjarbunga.
System znajduje się na Wyżynie Islandzkiej na półwyspie Tjörnes, na wschód od miejscowości Húsavík. Równocześnie leży na południe od Öxarfjörður, ma około 30 km długości i jest rozłożony mniej więcej od SSW do NNE w kierunku fiordu.
Literatura geologiczna nie jest zgodna w kwestii kiedy doszło do ostatniej erupcji na tym obszarze. Jest to zależne od tego, czy grupa wysp Mánáreyjar jest wliczana do systemu, czy nie. Ten system jest jednak uważany za aktywny, zwłaszcza że w pobliżu centrum systemu znajdują się obszary geotermalne.

## Mánáreyjar
Grupa wysp Mánáreyjar położona na fjordzie Öxarfjörður jest przez niektórych badaczy (Þor Þorðarson, Ármann Höskuldsson) również zaliczana do systemu, przez innych badaczy wydzielane są jednak jako oddzielny system (Ari Trausti Guðmundsson).
Wyspy mają nazwy Háey (tj. Wyspa Wysoka) i Lágey (tj. Niska Wyspa) i znajdują się około 9 km na północ od osiedla Máná, które jest najbardziej na północ położonym osiedlem gminy Suður-Þingeyjarsýsla. Wyspy są własnością mieszkańców Máná i na Wyspie Niskiej prowadzony jest latem wypas owiec. W osiedlu znajduje się stacja meteorologiczna oraz japońska stacja obserwacyjna zórz polarnych (por. Augastaðir w Reykholtsdalur, Borgarfjörður).
W roku 1867 miał miejsce wybuch podwodnego wulkanu, który przejściowo utworzył trzecią wyspę. W wyniku erozji zniknęła ona jednak wkrótce pod wodą. Manareyjar otoczony jest przez kilka archipelagów innych wysp.

## Spory własnościowe i wpływy środowiskowe
Obszar systemu, a w szczególności obszary geotermalne w latach 2007 i 2008 były prezentowane dość często w islandzkiej prasie. Było to związane z kwestiami praw własności i ochrony środowiska. Rząd i firma Þeistareykir planowały wybudować w tym miejscu kolejną elektrownię geotermalną. Pomimo protestów organizacji ekologicznych we wrześniu 2008 po wydaniu stosownego pozwolenia, rozpoczęto wykonywanie próbnych odwiertów. Inwestycja połączona jest z budową fabryki kwarcu w miejscowości Bakki w pobliżu u oraz towarzyszącej infrastruktury. Planowane zakończenie prac przewidziane jest na jesień 2017.